# Conteville-en-Ternois
Conteville-en-Ternois település Franciaországban, Pas-de-Calais megyében. Lakosainak száma 81 fő (2022. január 1.). Conteville-en-Ternois Hernicourt, Hestrus, Huclier és Troisvaux községekkel határos.

## Népesség
A település népességének változása:
| Lakosok száma | 89   | 102  | 97   | 91   | 86   | 84   | 81   | 79   | 81   |
|               | 2013 | 2015 | 2016 | 2017 | 2018 | 2019 | 2020 | 2021 | 2022 |